# 32 variations en do mineur
Pour les articles homonymes, voir Introduction, thème et variations.
Les Variations en do mineur WoO 80 de Ludwig van Beethoven sont une série de trente-deux variations sur un thème original écrites pour le piano en 1806.

## Présentation de l'œuvre
Les trente-deux variations en do mineur furent composées à l'automne 1806. Elles furent publiées, sans numéro d'opus et sans dédicataire, en avril 1807, au comptoir des Arts et de l'Industrie à Vienne.
Elles se composent d'un thème Allegretto en 3/4 de 8 mesures, de 31 variations de 8 mesures chacune et d'une variation finale de 50 mesures.
La durée d'exécution est d'environ 11 minutes.

## Structure de l'œuvre
Le thème, très bref et solennel, avec une progression d'accords à la main gauche, basée sur une ligne de basse chromatique descendante, est dans le style d'une chaconne.
L'idée d'ostinato de la chaconne se retrouve dans plusieurs éléments d'écriture de l'ensemble, en particulier les notes répétées, les arpèges successifs, les traits rapides ou les pédales.
La première variation contient des arpèges staccato et des notes répétées à la main droite, tandis que la seconde variation les transfère à la main gauche, et que la troisième donne cette figuration aux deux mains simultanément, avec un mouvement inverse.
Les trois premières variations sont très fluides (leggiermente), les suivantes sont très contrastées (ƒƒ, con espressione, sempre forte).
Les variations 12 à 16 sont en do majeur, elles reprennent l'élément lyrique du thème dans différentes textures.
Le mode mineur réapparaît à la variation 17, fughetta à deux voix, puis après les traits en fusée de la variation 18, les broderies soulignent les contretemps (variation 19 à 22).
À partir de la variation 23 s'installe une structure plus dense à laquelle s'opposent les variations à allure de choral (variation 28 et 30).
La variation 31 reprend le chant du thème avant que la variation finale, très rapide, ouvre la voie à une polyphonie qui rassemble les éléments du thème dans une nouvelle configuration sur une pédale de do mineur.

## Repères discographiques
- Yves Nat, 1955 (EMI Classics)[8]
- Alfred Brendel, 1962 (Vox) réédition (Brilliant Classics)[9]
- Annie Fischer, 1963 (BBC LEGENDS)[10]
- Ivan Moravec, 1963 (Supraphon)[11]
- Glenn Gould, 1966 (Sony)
- Emil Guilels, 1968 (EMI Classics)[12]
- Claudio Arrau, 1968 (Philips) réédition (Decca)[13],[14]
- Radu Lupu, 1970 (Decca)[15]
- Wilhelm Kempff, 1972 (DG)
- Murray Perahia, 1974 (Sony)
- Olli Mustonen, 1993 (Decca)
- Jenő Jandó, 1993 (Naxos)
- Mitsuko Uchida, 1999 (Philips Classics)
- Earl Wild, 2003 (Ivory Classics)[16]
- Cédric Tiberghien, 2003 (Harmonia Mundi)[17]
- Mihaela Ursuleasa, 2010 (Berlin Classics)
- Daniel Barenboim, 2016 (DG)